# Roberto Manzi
Roberto Manzi, född den 21 mars 1959 i Rimini, Italien, är en italiensk fäktare som tog OS-brons i herrarnas lagtävling i värja i samband med de olympiska fäktningstävlingarna 1984 i Los Angeles.